# Clara Campoamor
Pour les articles homonymes, voir Campoamor.
Carmen Eulalia Campoamor Rodríguez, plus connue sous le nom de Clara Campoamor (Madrid, 12 février 1888 – Lausanne, 30 avril 1972) est une avocate, féministe et femme politique espagnole. Elle est connue pour son action en faveur des droits des femmes, dont leur droit de vote, lors de la rédaction de la constitution espagnole de 1931.
Issue d'une famille ouvrière, elle commence à travailler comme couturière à l'âge de 13 ans, puis en tant que fonctionnaire jusqu'à son inscription en droit à l'université de Madrid. Elle est active dans un certain nombre d'organisations féministes avant de poser sa candidature à l'assemblée constituante de 1931, où elle est élue à l'instar d'une autre femme, Victoria Kent, à une époque où les Espagnoles ne disposent pas encore du droit de vote mais sont éligibles depuis un décret pris à la suite de la proclamation de la Seconde République cette même année, en avril.
Son militantisme conduit à l'inscription de l'égalité des femmes et des hommes dans la constitution espagnole de 1931. Elle perd en 1933 son siège parlementaire et sert brièvement comme haut fonctionnaire avant de fuir le pays lors de la guerre d'Espagne, en septembre 1936. Elle est morte en exil en Suisse.

## Biographie

### Débuts
Clara Campoamor naît à Madrid dans une famille ouvrière : sa mère est couturière, son père ouvrier typographe. Son père meurt en 1898 alors qu'elle n'a que dix ans. Elle commence à travailler en tant que couturière avec sa mère puis comme vendeuse mais continue à étudier à temps partiel pour pouvoir passer l'examen d'entrée à la faculté de droit,. En 1909, elle passe un examen pour devenir fonctionnaire, en même temps que son amie du mouvement féministe Consuelo Álvarez Pool. Elle exerce différents métiers dans la fonction publique, d'abord au bureau de poste de Saint-Sébastien en 1909 après avoir réussi un concours, puis comme professeur de dactylographie à Madrid en 1914, après sa réussite à un concours du ministère de l'Instruction publique en 1913. Enseignante, elle commence à s'investir dans la politique madrilène en prenant un second emploi de secrétaire dans un journal progressiste, La Tribuna,,. Elle est aussi dactylo pour le ministère de l'Instruction publique.

### Avocate
En 1920, à 32 ans, elle décide de reprendre ses études secondaires interrompues. Elle réussit ensuite l'examen d'entrée à la faculté de droit de l'université de Madrid. Elle commence aussi à rédiger des articles politiques et rejoint des organisations féministes. Après avoir obtenu une licence en 1924, à 36 ans, elle devient avocate. Elle est l'une des pionnières du barreau madrilène. Elle commence aussi à prendre part à des débats au sein de sociétés intellectuelles de Madrid. En 1922, elle rejoint l'Association nationale des femmes espagnoles.

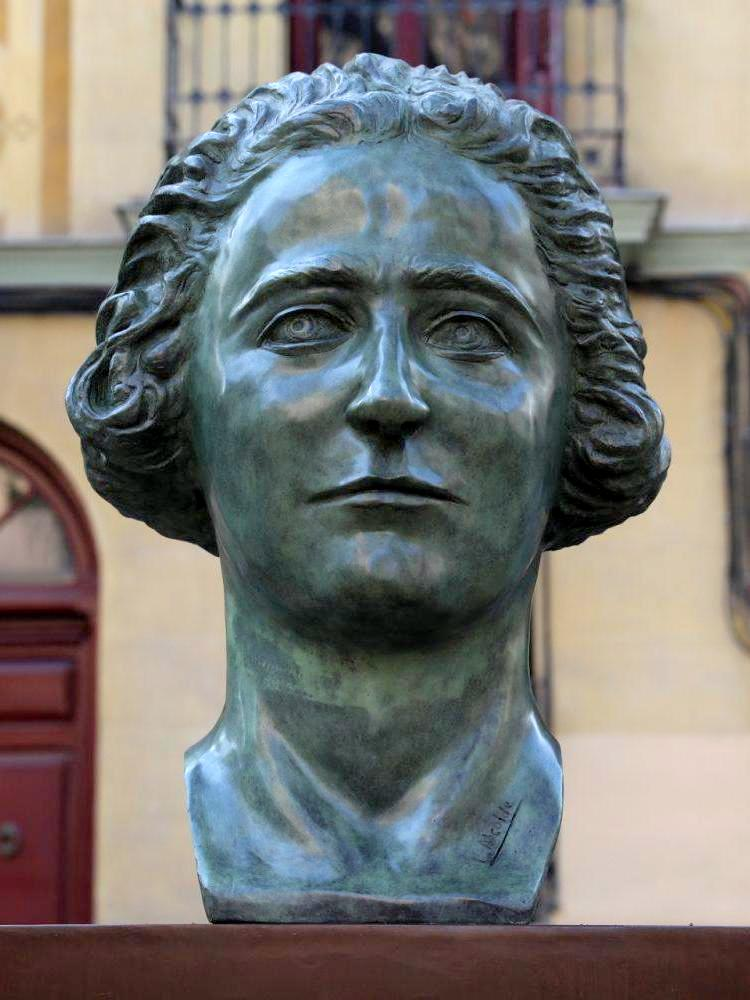
Buste de Clara Campoamor à Madrid (2006).

En tant qu'avocate, elle se spécialise dans les affaires liées aux femmes, dont celles ayant trait à la parenté et au mariage. Elle fait connaître ces affaires au sein des organisations professionnelles dont elle devint membre. Elle contribue à fonder à Paris en 1928 la Fédération internationale des femmes avocats, aux côtés de deux avocates françaises, Agathe Dyvrande-Thévenin, présidente, et Marcelle Kraemer-Bach, secrétaire générale et membre du Parti radical français, d'une avocate allemande de Berlin, Margarete Berent, et d'une avocate estonienne, Vera Poska-Grünthal. Elle prend part comme vice-présidente à son premier congrès tenu à Paris l'année suivante.
Au nom de son idéal républicain, elle refuse en 1926 une nomination à la Junta del Ateneo, proposée par le gouvernement dictatorial de Miguel Primo de Rivera, et en 1927 une distinction décernée par la monarchie. En 1927, elle fait campagne avec succès pour l'amélioration de la législation du travail des enfants et la modification du droit électoral. Elle plaide pour des républicains, dont son propre frère, impliqués dans une tentative d'insurrection en 1930, le soulèvement de Jaca,. Elle est alors membre depuis 1930 du parti politique de Manuel Azaña, Action républicaine,.

### Parlementaire
L’accès des femmes espagnoles à la capacité politique s’est fait en Espagne dans un contexte particulier de changement de régime : la Seconde République est proclamée en avril 1931, tandis que le roi Alphonse XIII quitte son pays sans abdiquer et le nouveau pouvoir mène une politique réformatrice. Quand les femmes obtiennent le droit de se présenter aux élections à l'assemblée constituante de 1931 (décret du 8 mai 1931), Clara Campoamor se porte candidate. Comme elle n'a pas pu avoir l'investiture du parti d'Azaña, elle adhère au Parti républicain radical d'Alejandro Lerroux, qui lui accorde l'investiture. Elle est élue, au scrutin de liste, en juin 1931 alors qu'elle-même n'a pas le droit de vote : les femmes sont alors éligibles mais pas encore électrices,. Elle est l'une des premières femmes parlementaires de l'histoire du pays (les femmes sont désormais éligibles mais pas encore électrices). Des journaux français, de gauche comme de droite, de Paris et de province, rendent compte de son élection en publiant sa photographie alors que les femmes françaises ne sont toujours ni électrices, ni éligibles et elle est même interviewée par un journal français.
Elle fait partie de la commission parlementaire chargée de rédiger une nouvelle constitution, composée de 21 députés ; elle y est la seule femme et parvient à convaincre ses collègues de rédiger un projet d'article accordant le droit de vote aux femmes,. Elle défend à l'Assemblée à la fois le divorce et le suffrage féminin et, anticléricale, combat « l'alliance du trône et de l'autel ». Elle défend également le droit des femmes à Genève, à la Société des Nations comme déléguée de son pays.
Son militantisme pour les droits des femmes se heurte à l'opposition non seulement d'une partie des conservateurs et de l'Église catholique, mais aussi de nombreux hommes politiques de gauche, à l'exception de la plupart des socialistes, et de l'autre femme élue à l'assemblée en juin 1931, Victoria Kent, qui estiment que les femmes espagnoles ne sont pas prêtes à exercer le droit de vote car elles sont encore trop sous la coupe du clergé et risqueraient de voter pour des candidats soutenus par l'Église catholique et hostiles à la nouvelle constitution. Victoria Kent a été choisie pour combattre le projet.
Le débat sur le droit de vote des femmes aux Cortès se déroule sur deux jours, le 30 septembre et le 1er octobre 1931. Le 1er octobre, elle s'adresse à l'assemblée constituante, dans un discours en faveur du droit de vote des femmes afin de répondre aux opposants : 

« Les femmes ! Comment peut-on dire que quand les femmes donneront des signes de vie pour la République, on leur concèdera comme récompense le droit à voter ? Les femmes n’ont-elles pas lutté pour la République ? En parlant des femmes ouvrières et des étudiantes de l’université avec éloge, n’est-on pas en train de vanter leur capacité ? De plus, en parlant des femmes ouvrières et des étudiantes, va-t-on ignorer toutes celles qui n’appartiennent pas à une classe ou à une autre ? Ne souffrent-elles pas elles aussi des conséquences de la législation ? Ne paient-elles pas elles aussi les impôts pour soutenir l’État au même titre que les autres femmes et que les hommes ? Ne subissent-elles pas toute la conséquence de la législation qui s’élabore ici pour les deux sexes, mais seulement dirigée et amendée par un seul ? Comment peut-on dire que la femme n’a pas lutté et qu'un délai est nécessaire, de longues années de République, pour qu’elle démontre sa capacité ? Et, pourquoi non les hommes ? Pourquoi l’homme, à l’avènement de la République, doit-il avoir ses droits et pourquoi ceux de la femme doivent-ils être remis aux calendes ? […] Ne laissez pas la femme penser, si elle est réactionnaire, que son espoir fut dans la dictature, et si elle est avancée, que son espérance d’égalité est dans le communisme. Ne commettez pas, messieurs les députés, cette erreur aux conséquences gravissimes. Sauvez la République, aidez la République en attirant à vous et en ralliant à vous cette force qui espère anxieuse le moment de son salut. »

Son discours l'emporte sur celui de Victoria Kent et réussit à obtenir la majorité des votants : le « oui » l’emporte sur le « non » par 161 voix contre 121. Le texte bénéficie aussi de l'abstention de nombreux parlementaires : sur les 465 députés, à peine plus de la moitié seulement prend part au vote de l’article 36.
Tout au long de sa courte carrière politique, son principal objectif reste la promotion des droits des femmes. Malgré le poids important du régime des partis de l'époque, elle parvient, avec le soutien des féministes espagnoles, à faire inscrire le principe d'égalité entre les hommes et les femmes dans la nouvelle constitution,. Elle fonde à Madrid et anime l'Union républicaine féminine ; elle y donne des cours à destination de femmes peu éduquées.
Elle prend la parole à Paris en 1932 dans une conférence sur le vote des femmes organisée par la Ligue des droits de l'homme, aux côtés de personnalités comme Paul Painlevé ou Marc Sangnier. Elle rencontre des sénateurs membres du groupe féministe du Sénat et des avocats français. Elle est aussi interviewée par un journaliste du quotidien Le Petit Journal. Elle donne également en 1932 une conférence à Bordeaux, en français, sur l'Espagne républicaine et le suffrage féminin, après une conférence à Lausanne en Suisse. En 1935, toujours vice-présidente de la Fédération internationale des femmes avocats, elle participe à Paris à un banquet en l'honneur d'Agathe Dyvrande-Thévenin, présidente de la fédération à qui vient d'être décernée la Légion d'honneur, aux côtés d'autres avocats et avocates français et d'une avocate suisse, Antoinette Quinche.
Après la rédaction du projet de constitution, elle est rejetée par la classe politique espagnole à cause de son militantisme assumé. Elle perd son siège au Parlement en 1933, à l'occasion de la toute première élection auxquelles les femmes espagnoles (de plus de 23 ans) peuvent participer comme électrices. Elle est ensuite nommée directrice des services de l'assistance publique par le gouvernement de Lerroux, qui dirige alors l'Espagne après s'être allié avec la Confédération espagnole des droites autonomes (CEDA). Elle démissionne en octobre 1934, après la révolte des Asturies. Elle s'éloigne du Parti radical, de plus en plus marqué à droite, qu'elle finit par quitter en février 1935, et cherche à adhérer au nouveau parti de Manuel Azaña, Gauche républicaine, mais sa demande est refusée. Les différents partis républicains lui attribuent en effet leur défaite électorale de 1933 et la victoire de la CEDA, qui serait due au vote des femmes.

### Guerre d'Espagne et exil
En 1936, lorsque la guerre civile espagnole atteint Madrid, elle s'exile en septembre avec sa mère et une nièce, en réaction selon ses dires à « l'anarchie qui régnait dans la capitale devant l'impuissance du gouvernement et (au) manque absolu de sécurité personnelle, même pour les gens libéraux, peut-être surtout pour eux », dans le contexte de ce qui a été appelé la Terreur rouge. Elle signe en 1936-1937 quelques articles dans le quotidien français radical-socialiste d'Émile Roche, La République, qui mène alors une campagne contre les communistes et contre l'intervention en Espagne. Ils portent sur « les fautes des républicains », sur leurs divisions et leurs querelles depuis 1931 qui ont profité aux extrêmes. Elle souligne la « situation anarchique » marquée par les grèves, les attentats, les agitations de plus en plus prononcées après la victoire du Frente Popular en février 1936 et la décision, funeste selon elle, d'armer le peuple après la tentative de coup d'État militaire de juillet 1936. Elle fait partie des Espagnols qui répugnent à la guerre civile, devenue « celle des partis extrémistes et des politiques étrangères ». Libérale et modérée, elle déplore que la démocratie espagnole ait été « débordée d'abord par les extrémistes de gauche et attaquée ensuite, par voie de conséquence, par les extrémistes de droite, avec tout ce qui a suivi : la terreur hideuse et la désorganisation chaotique qui, comme leur ombre, ont suivi dès les premiers jours les gouvernementaux - débordés par l'essai de révolution prolétarienne qui, elle-même était une réponse à la révolte de la droite ». Elle y raconte aussi son départ du port d'Alicante sur un navire allemand et écrit que des phalangistes espagnols ont d'abord songé durant la traversée à la tuer pour avoir soutenu la loi autorisant le divorce avant de la dénoncer à son arrivée à Gênes, en Italie, aux autorités fascistes. Elle n'est cependant arrêtée que quelques heures.
Elle gagne la Suisse, où elle s'exile durant deux ans. Alors qu'elle vit en Suisse, elle publie en France en 1937, chez Plon, La Révolution espagnole vue par une républicaine, traduit de l'espagnol par l'avocate féministe suisse Antoinette Quinche. Elle s'installe ensuite en Argentine, jusqu'en 1955. Elle revient à cette date en Suisse, s'installe à Lausanne, où elle est accueillie par Antoinette Quinche. Bien que le régime franquiste lui ait interdit de rentrer en Espagne si elle refusait de dénoncer ses soutiens, notamment francs-maçons, et de présenter des excuses pour ses déclarations passées contre l'Église catholique, elle retourne dans son pays à deux reprises, en 1947 durant deux mois, puis en 1951, bénéficiant d'un sauf-conduit d'une ancienne cliente, phalangiste.
En exil, elle continue à écrire sur le féminisme et son expérience politique.

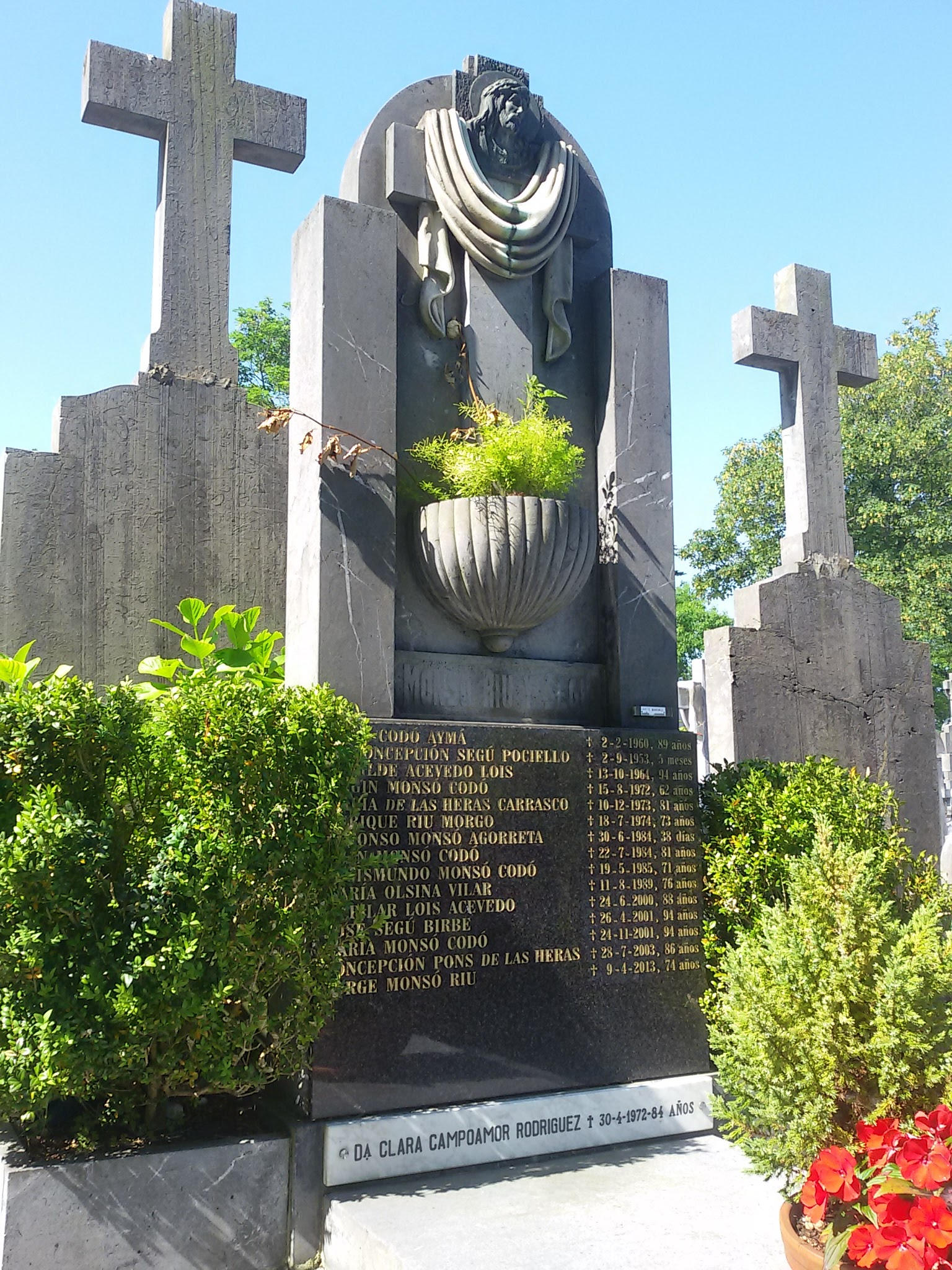
Clara Campoamor inhumée au cimetière de Polloe à Saint-Sébastien, Espagne.

Elle meurt en 1972. Sa dépouille est rapatriée et inhumée à Saint-Sébastien quelques années plus tard.

## Œuvres
- El derecho de la mujer en España, 1931.
- Mi pecado mortal. El voto femenino y yo, 1936.
- La révolution espagnole vue par une républicaine, trad. Antoinette Quinche, Paris, Plon, 1937.
- El pensamiento vivo de Concepción Arenal, 1943.
- Sor Juana Inés de la Cruz, 1944/1945
- Vida y obra de Quevedo, 1945.
- Heroismo criollo: la Marina argentina en el drama español, 1983. Livre écrit en collaboration avec Federico Fernández Castillejo.

## Clara Campoamor dans la culture
- Un film biographique a été réalisé en 2011 par Laura Mañá sous le titre Clara Campoamor, la mujer olvidada.
- Un Google Doodle en hommage à Clara Campoamor paraît le 12 février 2014[27].